# Frankfurt Half Marathon Invitational

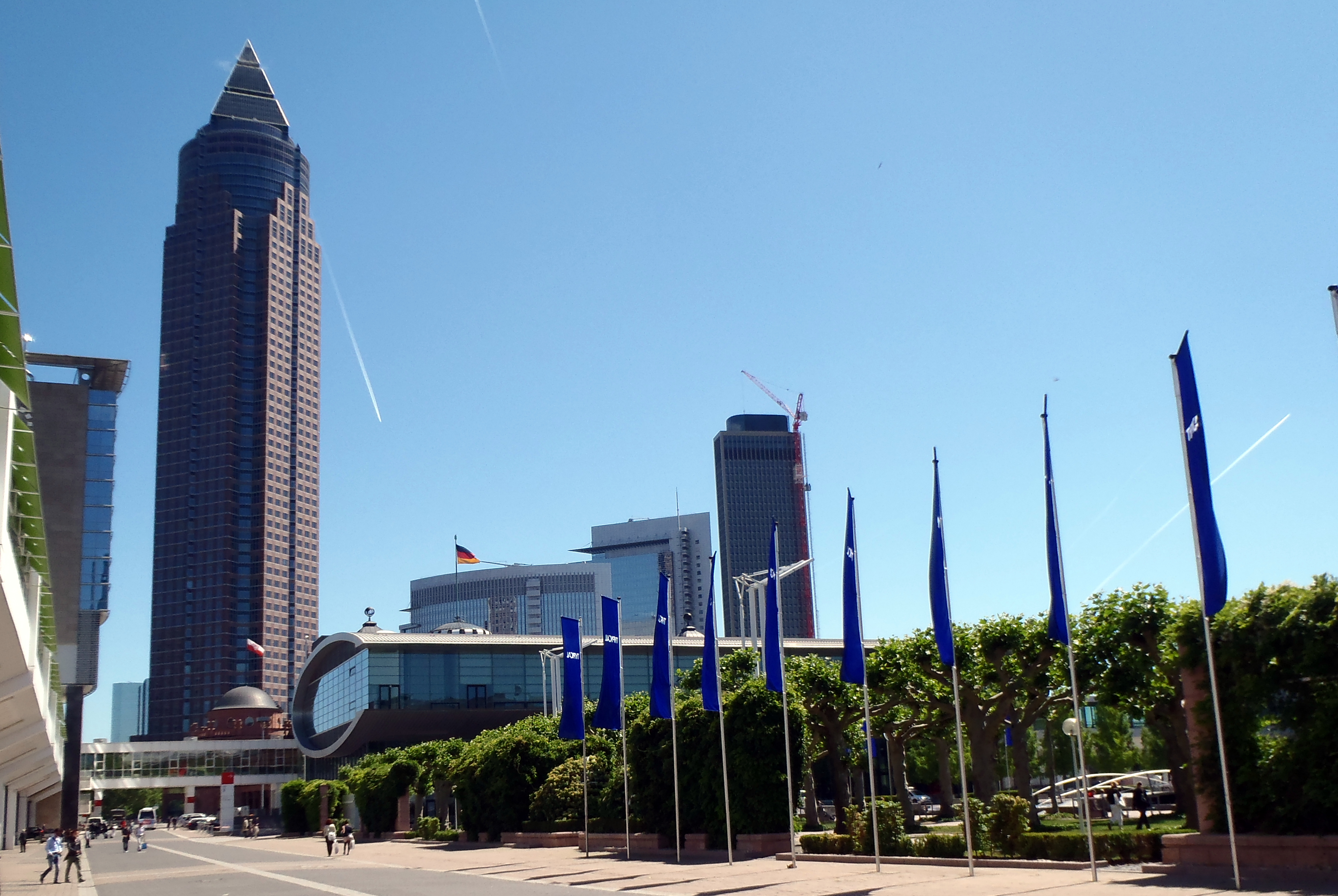
Start-Ziel-Gerade, rechts die Freifläche Agora

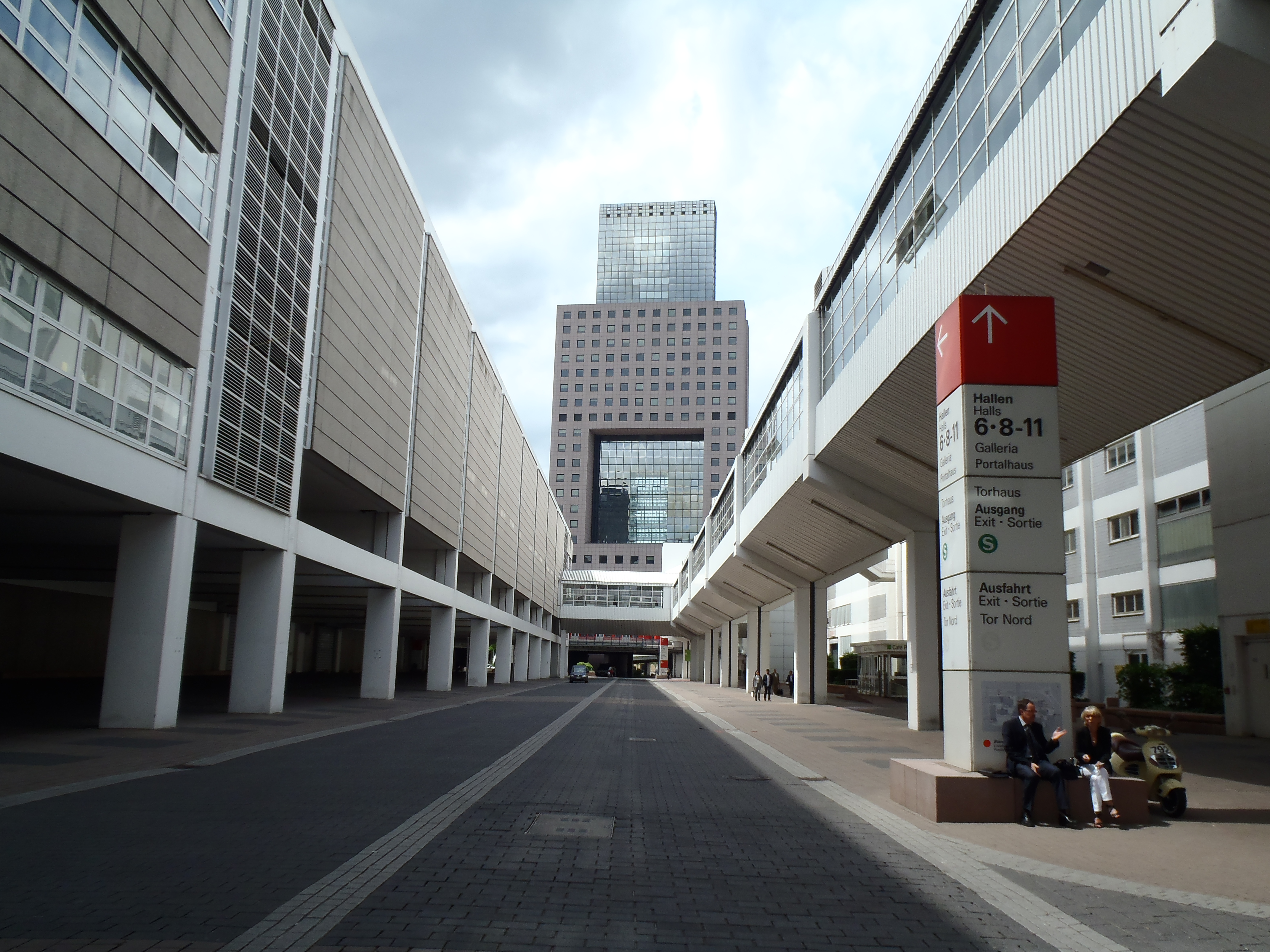
Strecke wenige Meter nach Start-Ziel nördlich Halle 4

Der Frankfurt Half Marathon Invitational war ein Einladungslauf auf dem Frankfurter Messegelände am 13. September 2020. Er galt als  Qualifikationsrennen des Deutschen Leichtathletik-Verbands (DLV) für die am 17. Oktober 2020 stattfindenden Halbmarathon-Weltmeisterschaften 2020 in Gdynia (POL) und fand auf einem abgesperrten Areal unter Ausschluss der Öffentlichkeit statt. Veranstalter war die Agentur motion events unter Federführung ihres Geschäftsführers Jo Schindler.

## Strecke

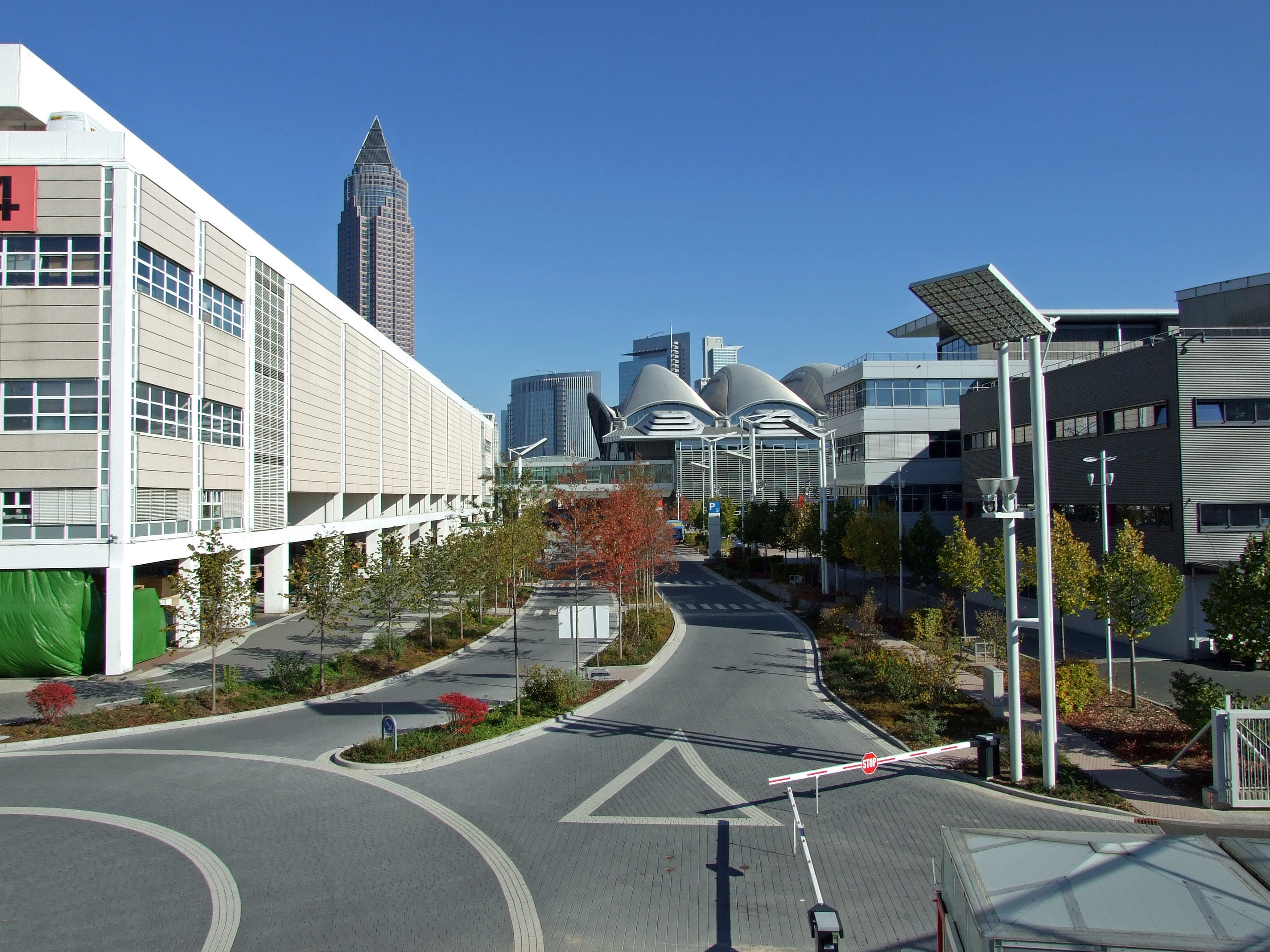
Strecke südlich Halle 4 an der Messewache (links)

Bei der Strecke des Frankfurt Half Marathon Invitational handelte es sich um einen komplett flachen und insgesamt siebenmal zu durchlaufenden 2999,89 m langen Rundkurs auf dem vollständig umzäunten Gelände der Messe Frankfurt. Der Start befand sich auf der Straße nördlich der Freifläche Agora und das Ziel lag nur wenige Meter weiter westlich an der nordöstlichen Ecke von Halle 4. Durch Zubringerstraßen der Theodor-Heuss-Allee waren Teile der Laufstrecke überbaut; einzelne Bodenmarkierungen und Gitter stellten die Streckenmarkierungen dar. Der Leichtathletik-Weltverband World Athletics führt die Ergebnisse des Frankfurt Half Marathon Invitationals mit der Anmerkung UNC, da die Streckenvermessung der Laufstrecke nur nationalen, nicht aber internationalen Normen und Kriterien entsprach.

## Ergebnisse

### Männer
Bei den Männern bildete sich schnell mit Amanal Petros und dem mehrfachen niederländischen Meister Mohamed Ali aus Eindhoven eine zweiköpfige Führungsgruppe, wobei sich nach 15 Kilometern Amanal Petros entscheidend absetzen konnte und die Qualifikation für die Halbmarathon-Weltmeisterschaften 2020 erbrachte. Dahinter hatte sich eine große Verfolgergruppe gebildet, aus der nach und nach immer mehr Läufer herausfielen, darunter mit Atemproblemen der mit Startnummer 1 ins Rennen gegangene Arne Gabius (TherapieReha Bottwartal). Er beendete den Halbmarathon nach einer zweiminütigen Pause am Streckenrand letztendlich als Viertletzter in 1:07:30 h ohne jegliche Chance auf eine vordere Platzierung. Von den 27 gestarteten Läufern erreichten nur 21 Athleten das Ziel.

| Splitzeiten Amanal Petros Frankfurt Half Marathon Invitational | Splitzeiten Amanal Petros Frankfurt Half Marathon Invitational | Splitzeiten Amanal Petros Frankfurt Half Marathon Invitational | Splitzeiten Amanal Petros Frankfurt Half Marathon Invitational |
| Km                                                             | Split                                                          | Gesamtzeit                                                     |                                                                |
| -------------------------------------------------------------- | -------------------------------------------------------------- | -------------------------------------------------------------- | -------------------------------------------------------------- |
| 1                                                              | 3:01                                                           | 03:01 min                                                      |                                                                |
| 2                                                              | 3:01                                                           | 06:03 min                                                      |                                                                |
| 3                                                              | 3:03                                                           | 09:06 min                                                      |                                                                |
| 4                                                              | 3:01                                                           | 12:07 min                                                      |                                                                |
| 5                                                              | 3:00                                                           | 15:07 min                                                      |                                                                |
| 6                                                              | 2:56                                                           | 18:03 min                                                      |                                                                |
| 7                                                              | 2:56                                                           | 20:59 min                                                      |                                                                |
| 8                                                              | 2:58                                                           | 23:57 min                                                      |                                                                |
| 9                                                              | 3:01                                                           | 26:58 min                                                      |                                                                |
| 10                                                             | 3:01                                                           | 29:59 min                                                      |                                                                |
| 11                                                             | 3:01                                                           | 32:59 min                                                      |                                                                |
| 12                                                             | 3:03                                                           | 36:02 min                                                      |                                                                |
| 13                                                             | 3:01                                                           | 39:03 min                                                      |                                                                |
| 14                                                             | 3:02                                                           | 42:05 min                                                      |                                                                |
| 15                                                             | 3:02                                                           | 45:07 min                                                      |                                                                |
| 16                                                             | 2:59                                                           | 48:05 min                                                      |                                                                |
| 17                                                             | 2:58                                                           | 51:03 min                                                      |                                                                |
| 18                                                             | 3:03                                                           | 54:06 min                                                      |                                                                |
| 19                                                             | 3:03                                                           | 57:08 min                                                      |                                                                |
| 20                                                             | 3:03                                                           | 1:00:11 h                                                      |                                                                |
| 21                                                             | 3:03                                                           | 1:03:14 h                                                      |                                                                |
| Ziel                                                           |                                                                | 1:03:31 h                                                      |                                                                |

| Platz | Athlet                 | Verein (Land)              | Zeit (h)   |
| ----- | ---------------------- | -------------------------- | ---------- |
| 1     | Amanal Petros          | TV Wattenscheid 01         | 1:03:31    |
| 2     | Mohamed Ali            | Niederlande                | 1:03:51    |
| 3     | Kidane Solomon         | Schweiz                    | 1:04:15 PB |
| 4     | Simon Boch             | LG Telis Finanz Regensburg | 1:04:28    |
| 5     | Tesfay Felfele         | Eritrea                    | 1:04:30 PB |
| 6     | Alexander Hirschhäuser | ASC 1990 Breidenbach       | 1:04:31 PB |
| 7     | Tom Gröschel           | TC FIKO Rostock            | 1:04:36    |
| 8     | Thorben Dietz          | LG Filstal                 | 1:04:37 PB |

### Frauen
Melat Yisak Kejeta setzte sich unmittelbar nach Startschuss mit ihrem Pacemaker Philipp Stuckhardt (Laufteam Kassel), der sie bis Kilometer 15 begleitete, und Dan Bürger (LG Nord Berlin) vom restlichen Frauenfeld ab und siegte unangefochten etwa eine halbe Minute über persönlicher Bestzeit, womit sie sich für die Halbmarathon-Weltmeisterschaften 2020 qualifizieren konnte. Dahinter liefen bis Kilometer 16 Miriam Dattke und Katharina Steinruck im Kampf um den vermeintlich letzten WM-Platz (siehe Abschnitt Trivia) gemeinsam, bevor sich die Regensburgerin Miriam Dattke schließlich nach einer Tempoverschärfung von der Frankfurterin und Lokalmatadorin Katharina Steinruck absetzen konnte. Von den sieben startenden Athletinnen erreichten sechs das Ziel.
| Platz | Athlet              | Verein (Land)              | Zeit (h)    |
| ----- | ------------------- | -------------------------- | ----------- |
| 1     | Melat Yisak Kejeta  | Laufteam Kassel            | 1:09:04     |
| 2     | Miriam Dattke       | LG Telis Finanz Regensburg | 1:12:03     |
| 3     | Katharina Steinruck | LG Eintracht Frankfurt     | 1:12:23 =PB |
| 4     | Franziska Althaus   | TV Waldstraße Wiesbaden    | 1:17:30 PB  |
| 5     | Katja Fischer       | LAV Stadtwerke Tübingen    | 1:17:51     |
| 6     | Stephanie Strate    | SV Brackwede               | 1:18:15 PB  |
| DNF   | Sandra Morchner     | Laufteam Kassel            |             |

## Trivia
- Bereits im Frühjahr 2020 hatte der DLV für die ursprünglich am 29. März 2020 geplanten Halbmarathon-Weltmeisterschaften bei den Männern und Frauen jeweils vier Athleten und Athletinnen benannt, die auch nach Verlegung der WM auf den 17. Oktober 2020 weiterhin nominiert waren. Beim Frankfurt Half Marathon Invitational sollten dann die restlichen zwei von insgesamt sechs Mannschaftsplätzen pro Geschlecht im Trial Verfahren an die bestplatzierten Athleten vergeben werden, sofern die Normen von 1:04:00 h bei den Männern und 1:13:00 h bei den Frauen erfüllt worden wären.[7] Wenige Stunden nach dem Rennen fiel dem DLV auf, das jedoch pro Nation und Geschlecht maximal fünf Sportler oder Sportlerinnen nominiert werden können.[8]
- Der Verein LG Telis Finanz Regensburg sowie der ebenfalls aus dem Regensburger Vereinsumfeld stammende Philipp Pflieger (LT Haspa Marathon Hamburg)[9][10] beklagten nach dem Wettkampf über eine zu kurzfristig erfolgte Inkenntnissetzung der Vergabe des WM-Qualifikationsrennens an den Frankfurt Half Marathon Invitational.[8]
- Katja Fischer und die amtierende Masters-Europameisterin im Halbmarathon Sandra Morchner bogen von der Sonne geblendet auf Kurs einer Endzeit von unter 1:15 h falsch ab. Während Katja Fischer das Rennen trotz einiger hundert zu viel zurückgelegten Metern noch beendete, gab Sandra Morchner daraufhin auf.[2]